# Werkwoordsvervoegingen in het Nederlands
Dit artikel behandelt de vervoeging van werkwoorden in het Nederlands. Hier zullen geen complete vervoegingen gegeven worden.
Een vervoeging is het veranderen van de vorm van een werkwoord om bijvoorbeeld de persoon (enkelvoud of meervoud: ik loop, wij lopen) of de tijd (verleden, heden, toekomst: ik loop, ik liep) aan te geven.

## Mogelijke vervoegingen in het Nederlands
In het Nederlands worden werkwoorden vervoegd naar de volgende aspecten:
- Wijs: Onbepaalde wijs (infinitief), Aantonende wijs (indicatief), Voorwaardelijke wijs (conditionalis), Aanvoegende wijs (conjunctief of subjonctief), Gebiedende wijs (imperatief), Deelwoord (participium) en Gerundium (Verbaal substantief).
- Tijd: Onvoltooid tegenwoordige tijd (O.T.T.), Onvoltooid verleden tijd (O.V.T.), Onvoltooid tegenwoordige toekomende tijd (O.T.Tk.T.), Onvoltooid verleden toekomende tijd (O.V.Tk.T.), Voltooid tegenwoordige tijd (V.T.T.), Voltooid verleden tijd (V.V.T.), Voltooid toekomende tijd (V.Tk.T.), Voltooid verleden toekomende tijd (V.V.Tk.T.).
- Vorm: Bedrijvende vorm (actief) of Lijdende vorm (passief)
- Getal: Enkelvoud of Meervoud
- Persoon: Eerste, tweede of derde persoon

## Persoonengetal
In het Nederlands bestaan er twee grammaticale getallen: enkelvoud en meervoud en drie grammaticale personen.
|                | Enkelvoud                    | Meervoud                |
| -------------- | ---------------------------- | ----------------------- |
| Eerste persoon | ik ('k)                      | wij (we)                |
| Tweede persoon | jij (je); gij (ge); u (U)    | jullie; gij (ge); u (U) |
| Derde persoon  | hij (ie); zij (ze); het ('t) | zij (ze)                |

Ik, wij, jij, gij, u, U, jullie, hij, zij, en het zijn de beklemtoonde vormen, terwijl 'k, we, je, ge, ie, ze en 't de niet-beklemtoonde vormen der persoonlijke voornaamwoorden zijn.
Er bestaan vijf verschillende vormen voor elk werkwoord in elke tijd:
- een vorm voor ik ('k)
- een vorm voor jij (je) (de voornaamwoorden u en U kunnen ook dit patroon volgen)
- een vorm voor gij (ge) (de voornaamwoorden u,U en jullie kunnen ook dit patroon volgen)
- een vorm voor de derde persoon (onder andere voor hij (ie), zij (ze), het ('t))
- een meervoudsvorm

## Vervoeging in de actieve vorm

### De onbepaalde wijs en het gerundium
Er bestaan infinitiefvormen voor de volgende tijden: O.T.T., O.Tk.T., V.T.T. en V.Tk.T.
- De O.T.T. wordt gevormd door –en, –n, of –an bij de stam te voegen
  - Spelen
- De O.Tk.T. wordt gevormd door te zullen voor de infinitief O.T.T. te voegen:
  - Te zullen spelen
- De V.T.T. wordt gevormd door voltooid deelwoord + de infinitief O.T.T. van hebben of zijn
  - Gespeeld hebben
- De V.Tk.T. wordt gevormd door voltooid deelwoord + de infinitief O.Tk.T. van hebben of zijn
  - Gespeeld te zullen hebben

|         | Onbepaalde wijs           | Onbepaalde wijs          | Onbepaalde wijs       | Onbepaalde wijs |
| spelen  | racen                     | gaan                     |                       |                 |
| ------- | ------------------------- | ------------------------ | --------------------- | --------------- |
| O.T.T.  | spelen                    | racen                    | gaan                  |                 |
| O.Tk.T. | te zullen spelen          | te zullen racen          | te zullen gaan        |                 |
| V.T.T.  | gespeeld hebben           | geracet hebben           | gegaan zijn           |                 |
| V.Tk.T. | gespeeld te zullen hebben | geracet te zullen hebben | gegaan te zullen zijn |                 |

Als de onbepaalde wijs als zelfstandig naamwoord gebruikt wordt, wordt deze vorm ook wel gerundium genoemd.
|         | Gerundium                  | Gerundium                 | Gerundium              | Gerundium |
| spelen  | racen                      | gaan                      |                        |           |
| ------- | -------------------------- | ------------------------- | ---------------------- | --------- |
| O.T.T.  | het spelen                 | het racen                 | het gaan               |           |
| O.Tk.T. | het zullen spelen          | het zullen racen          | het zullen gaan        |           |
| V.T.T.  | het gespeeld hebben        | het geracet hebben        | het gegaan zijn        |           |
| V.Tk.T. | het gespeeld zullen hebben | het geracet zullen hebben | het gegaan zullen zijn |           |

### De deelwoorden
Er bestaan vier deelwoorden: O.T.T.(onvoltooid deelwoord of tegenwoordig deelwoord), O.Tk.T. (toekomend deelwoord), V.T.T. (voltooid deelwoord) en V.Tk.T. (voltooid toekomend deelwoord)
- Het onvoltooid deelwoord wordt gevormd door –d(e) bij de infinitief O.T.T. te voegen.
  - Spelende
- Het toekomend deelwoord wordt gevormd door zullende voor de infinitief O.T.T. te voegen.
  - Zullende spelen
- De vorming van het voltooid deelwoord hangt af van het vervoegingsmodel
- Het voltooid toekomend deelwoord wordt gevormd door zullende hebben of zullende zijn achter de infinitief O.T.T. te voegen.

|         | Deelwoorden                          | Deelwoorden                          | Deelwoorden |
| spelen  | gaan                                 |                                      |             |
| ------- | ------------------------------------ | ------------------------------------ | ----------- |
| O.T.T.  | spelende                             | gaande                               |             |
| O.Tk.T. | zullende spelen                      | zullende gaan                        |             |
| V.T.T.  | Afhankelijk van het vervoegingsmodel | Afhankelijk van het vervoegingsmodel |             |
| V.Tk.T. | gespeeld zullende hebben             | gegaan zullende zijn                 |             |

Deelwoorden worden verbogen zoals bijvoeglijke naamwoorden of zelfstandige naamwoorden, zie:

### De aantonende wijs
De aantonende wijs is de meest gebruikelijke vorm van het werkwoord en beschikt over de meeste verschillende vormen:
Vorming van de aantonende wijs:
- O.T.T.:
  - Eerste persoon: stam (ik speel) (als de stam op v of z eindigt, zal de laatste letter in respectievelijk f of s veranderen: ik leev → ik leef, ik verhuiz → ik verhuis)
  - Tweede persoon: stam +t of stam (zie T-regels en D en T in de Nederlandse spelling): jij speelt, speel jij, gij speelt, speelt gij
  - Derde persoon: stam +t: hij speelt
  - Meervoud: Infintief O.T.T.: wij, spelen, jullie gaan, zij racen

- O.V.T.: afhankelijk van het vervoegingsmodel
- O.Tk.T.: O.T.T. van zullen + Infinitief O.T.T.: ik zal spelen
- O.V.Tk.T.: O.V.T. van zullen + Infinitief O.T.T.: ik zou spelen
- V.T.T.: O.T.T. van hebben of zijn + voltooid deelwoord: ik heb gespeeld, gij zijt gegaan
- V.V.T.: O.V.T. van hebben of zijn + voltooid deelwoord: ik had gespeeld, gij waart gegaan
- V.Tk.T.: O.Tk.T. van hebben of zijn + voltooid deelwoord: ik zal gespeeld hebben, gij zult gegaan zijn
- V.V.Tk.T.: V.Tk.T. van hebben of zijn + voltooid deelwoord: ik zou gespeeld hebben, gij zoudt gegaan zijn

### De aanvoegende wijs
- Vorming van de aanvoegende wijs:
  - O.T.T. :
    - Eerste persoon: stam + e(ik spele) of stam (ik ga) (als de stam op een a eindigt)
    - Tweede persoon: stam +et of stam +e (zie T-regels): gij nemet, vrage jij, u weze
    - Derde persoon: stam +e: hij spele
    - Meervoud: Infinitief O.T.T.: wij spelen, jullie gaan, zij racen

  - O.V.T.: afhankelijk van het vervoegingsmodel
  - O.Tk.T.: O.T.T. van zullen + Infinitief O.T.T.: ik zulle spelen
  - O.V.Tk.T.: O.V.T. van zullen + Infinitief O.T.T.: ik zoude spelen
  - V.T.T.: O.T.T. van hebben of zijn + voltooid deelwoord: ik hebbe gespeeld, gij zijt gegaan
  - V.V.T.: O.V.T. van hebben of zijn + voltooid deelwoord: ik hadde gespeeld, gij waret gegaan
  - V.Tk.T.: O.Tk.T. van hebben of zijn + voltooid deelwoord: ik zulle gespeeld hebben, gij zullet gegaan zijn
  - V.V.Tk.T.: O.V.Tk.T. vanhebben of zijn + voltooid deelwoord: ik zoude gespeeld hebben, gij zoudet gegaan zijn

### De voorwaardelijke wijs
- Vorming van de voorwaardelijke wijs:
  - O.T.T. :O.V.T. van de aantonende wijs van zullen + Infinitief O.T.T.: ik zou spelen
  - V.T.T.: O.T.T. van hebben of zijn + voltooid deelwoord: ik zou gespeeld hebben, gij zoudt gegaan zijn

### De gebiedende wijs
- Vorming van de gebiedende wijs
  - O.T.T.:
    - Enkelvoud: stam (speel!) of stam +t (beleefd) (Gaat u zitten)
    - Meervoud: stam +t (speelt!)

  - O.V.T.: afhankelijk van het vervoegingsmodel
  - O.T.Tk.T.: O.T.T. van zullen + Infinitief O.T.T.: zal spelen!
  - O.V.Tk.T.: O.V.T. van zullen + Infinitief O.T.T.: zou spelen!
  - V.T.T.: O.T.T. van hebben of zijn + voltooid deelwoord: hebt gespeeld
  - V.V.T.: O.V.T. van hebben of zijn + voltooid deelwoord: had gespeeld
  - V.Tk.T.: O.Tk.T. van hebben of zijn + voltooid deelwoord: zult gespeeld hebben
  - V.V.Tk.T.: O.V..Tk.T. van hebben of zijn + voltooid deelwoord: zoudt gespeeld hebben

### Opmerking
Soms wordt het werkwoord wezen gebruikt ter vorming van de voltooide tijden

### Verleden tijd en voltooid deelwoord

#### Zwakke werkwoorden

##### Type spelen
- Vorming der deelwoorden:
  - Voltooid deelwoord: ge + stam + d (gespeeld)

- Vorming van de aantonende wijs:
  - O.V.T. :
    - Eerste persoon: stam +de(ik speelde) (als de stam op v or z eindigt, zal de laatste letter respectievelijk in f of s veranderen: ik leev → ik leefde, ik verhuiz → ik verhuisde)
    - Tweede persoon: stam +de of stam +det (zie T-regels en D en T in de Nederlandse spelling): jij speelde, speelde jij, gij speeldet, speeldet gij
    - Derde persoon: stam +de: hij speelde
    - Meervoud: stam +den: wij speelden

- Vorming van de aanvoegende wijs:
  - O.V.T. :
    - Eerste persoon: stam +de (ik speelde) (als de stam op v of z eindigt, zal de laatste letter in f of s veranderen: ik leev → ik leefde, ik verhuiz → ik verhuisde)
    - Tweede persoon: stam +de of stam +det(zie T-regels): jij speelde, speelde jij, gij speeldet, speeldet gij
    - Derde persoon: stam +de: hij speelde
    - Meervoud: stam +den: wij speelden

- Vorming van de gebiedende wijs:
  - O.V.T. :
    - Enkelvoud: stam +de of stam +det: speelde!, speeldet u!
    - Meervoud: stam +det: speeldet!

##### Type "werken"
Werkwoorden die volgens werken (ik werkte) vervoegd worden, hebben in de O.V.T. en het voltooid deelwoord een -t-, waar spelen een -d- heeft:
- Vorming der deelwoorden:
  - Voltooid deelwoord: ge + stam + t (gewerkt)

- Vorming van de aantonende wijs:
  - O.V.T. :
    - Eerste persoon: stam +te(ik werkte)
    - Tweede persoon: stam +te of stam +tet (zie T-regels en D en T in de Nederlandse spelling): jij werkte, werkte jij, gij werktet, werktet gij
    - Derde persoon: stam +te: hij werkte
    - Meervoud: stam +ten: wij werkten

- Vorming van de aanvoegende wijs:
  - O.V.T. :
    - Eerste persoon: stam +te (ik werkte)
    - Tweede persoon: stam +te of stam +tet(zie T-regels): jij werkte, werkte jij, gij werktet, werktet gij
    - Derde persoon: stam +te: hij werkte
    - Meervoud: stam +ten: wij werkten

- Vorming van de gebiedende wijs:
  - O.V.T. :
    - Enkelvoud: stam +te of stam +tet: werkte!, werktet u!
    - Meervoud: stam +tet: werktet!

##### Type "rusten"
Werkwoorden met een stam op -t, type rusten, hebben slechts één t in de O.T.T.

##### Type "kopen", "denken"
- kopen: stammen: koop-, O.V.T. = ik kocht, voltooid deelwoord = ge-kocht
- denken: stammen: denk-, O.V.T. = ik dacht, voltooid deelwoord = ge-dacht

#### Gemengd
Sommige werkwoorden hebben een "gemengde", dat wil zeggen een deels zwakke en deels sterke vervoeging:
- lachen: stam: lach-, O.V.T. = ik lach-te (zwak), voltooid deelwoord = ge-lach-en (sterk)
- vragen: stam: vraag-, O.V.T. = ik vroeg (sterk), voltooid deelwoord = ge-vraag-d (zwak)

### Onregelmatig
De werkwoorden zijn, gaan, staan, doen, wezen, hebben, willen, zullen, mogen, kunnen en durven zijn (deels) onregelmatig.

## Passieve vervoeging
In het passief wordt het werkwoord worden (vervoegd zoals gaan, stammen wordt (O.T.T.), werd (O.V.T.)) gebruikt in de onvoltooide tijden en een der werkwoorden zijn of wezen in de voltooide tijden, deze werkwoorden worden dan gevolgd door het voltooid deelwoord van het vervoegde werkwoord.
| Vervoeging van het werkwoord | Vervoeging van het werkwoord | Vervoeging van het werkwoord | Vervoeging van het werkwoord | Vervoeging van het werkwoord | Vervoeging van het werkwoord | Vervoeging van het werkwoord | Vervoeging van het werkwoord | Vervoeging van het werkwoord | Vervoeging van het werkwoord | Vervoeging van het werkwoord | Vervoeging van het werkwoord |
| Tegenwoordige tijd           | Tegenwoordige tijd           | Tegenwoordige tijd           | Tegenwoordige tijd           | Verleden tijd                | Verleden tijd                | Verleden tijd                | Verleden tijd                | Toekomende tijd              | Toekomende tijd              | Toekomende tijd              | Toekomende tijd              |
| Enkelvoud                    | Enkelvoud                    | Meervoud                     | Meervoud                     | Enkelvoud                    | Enkelvoud                    | Meervoud                     | Meervoud                     | Enkelvoud                    | Enkelvoud                    | Meervoud                     | Meervoud                     |
| ---------------------------- | ---------------------------- | ---------------------------- | ---------------------------- | ---------------------------- | ---------------------------- | ---------------------------- | ---------------------------- | ---------------------------- | ---------------------------- | ---------------------------- | ---------------------------- |
| ik                           | word                         | wij, we                      | worden                       | ik                           | werd                         | wij, we                      | werden                       | ik                           | zal worden                   | wij, we                      | zullen worden                |
| jij, je, U gij, ge           | wordt                        | jullie                       | worden                       | jij, je, U gij, ge           | werd                         | jullie                       | werden                       | jij, je, U gij, ge           | zal, zult worden zult worden | jullie                       | zullen worden                |
| hij, zij, het                | wordt                        | zij, ze                      | worden                       | hij, zij, het                | werd                         | zij, ze                      | werden                       | hij, zij, het                | zal worden                   | zij, ze                      | zullen worden                |
| Onvoltooid deelwoord         | Onvoltooid deelwoord         | Onvoltooid deelwoord         | Voltooid deelwoord           | Voltooid deelwoord           | Voltooid deelwoord           | Gebiedende wijs              | Gebiedende wijs              | Gebiedende wijs              | Aanvoegende wijs             | Aanvoegende wijs             | Aanvoegende wijs             |
| wordend                      | wordend                      | wordend                      | geworden                     | geworden                     | geworden                     | word, wordt                  | word, wordt                  | word, wordt                  | word                         | word                         | word                         |